# مای مورنینگ جکت
مای مورنینگ جکت گروه راک آمریکایی است که در سال ۱۹۹۸ در لوئیزویل کنتاکی تشکل شد. این گروه در حال حاضر متشکل از خواننده/گیتاریست جیم جیمز، نوازنده بیس تام بلانکنشیپ، درامر پاتریک هالاهان، گیتاریست کارل برومل lو، و کیبورد بو کستر است.
صدا و فضاسازی گروه، ریشه در سبک‌های راک، کانتری و موسیقی تجربی تلفیق شده با سایکدلیک راک دارد. مای مورنینگ جکت به اجراهای زنده کم نقص خود مشهور است که به همین دلیل به بندی پرطرفدار، به خصوص از آغاز دهه ۲۰۰۰ تبدیل شده است.
این گروه برای اولین بار پس از انتشار اولین آلبوم خود آتش تنسی (۱۹۹۹) در اروپا به شهرت رسید. آلبوم بعدی آن‌ها در سپیده دم (۲۰۰۱)] منجر به شهرت کشوری آن‌ها، و پس از چندی منجر به تغییر در چیدمان اعضای گروه شد. پس از امضای قرار داد با ای‌تی‌او رکوردز گروه، دو آلبوم منتشر کرد، هنوز هم حرکت می‌کند (۲۰۰۳) و زی (۲۰۰۵) که آلبوم دومی شاهد تحول بزرگی بود. آلبوم بعدی گروه، خواسته‌های شیطان (۲۰۰۸) بود که بیشتر برای طرفداران و منتقدان را دو پارچه نموددر حالی که کورکوشیال Circuital) ۲۰۱۱)، ششمین آلبوم گروه پاسخ اندازه‌گیری شده‌ای را از طرفداران گرفت. پس از سال‌ها و بسیاری از پروژه‌های جانبی و تفریحی گروه هفتم آلبوم آبشار در سال ۲۰۱۵منتشر شد.